# Tyry

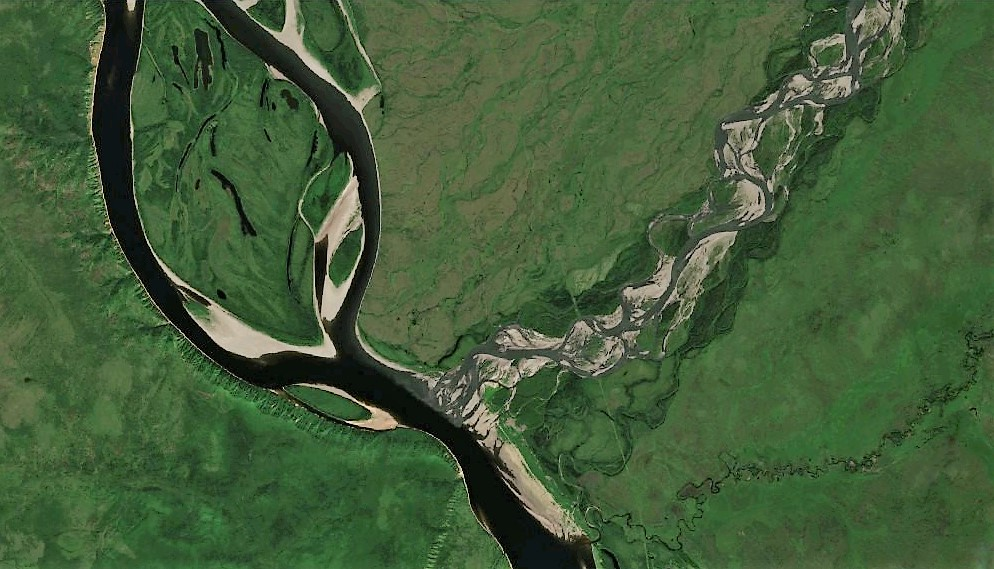
Il fiume Tyry, nel suo punto di confluenza con l'Aldan, ripreso dal satellite

Il Tyry (in russo Тыры?; in lingua sacha: Тырыы) è un fiume della Russia siberiana orientale (Repubblica Autonoma della Sacha-Jacuzia), affluente di destra dell'Aldan (bacino idrografico della Lena).
Nasce dal versante occidentale dei monti Suntar-Chajata, scorrendo nel suo alto corso in una valle scavata nella catena dei monti Sette-Daban; entra, nel suo basso corso, nel bassopiano della Jacuzia centrale prima di sfociare nell'Aldan a 492 km dalla foce, alcune decine di chilometri a valle dell'insediamento di Džebariki-Chaja. I suoi principali tributari sono Chalyja (185 km), Dolgučan (83 km) e Natal'ja (85 km) dalla sinistra idrografica, Dyby (79 km) dalla destra.
Il Tyry, come tutti i fiumi della zona, è interessato dal congelamento delle acque da ottobre a metà maggio.
Non incontra alcun centro urbano rilevante in tutto il suo corso.